# Glänzende Mondschnecke

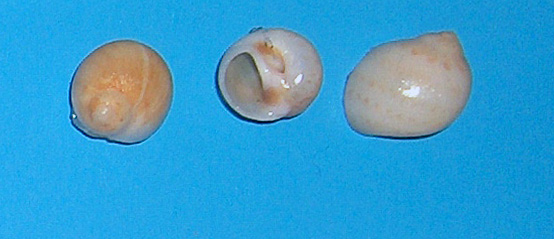
Gehäuse von Euspira pulchella

Die Glänzende Mondschnecke oder Glänzende Nabelschnecke (Euspira pulchella) ist eine Schnecke aus der Familie der Mondschnecken, die sich von Mollusken ernährt. Sie lebt in der Nordsee, im nordöstlichen Atlantik und Mittelmeer.

## Merkmale
Das rundlich ovale Schneckenhaus von Euspira pulchella, das bei ausgewachsenen Schnecken mit 5 bis 7 konvexen Umgängen bis zu 1,8 cm Höhe und 1,4 mm Breite erreicht, hat ein etwas erhobenes Gewinde mit abgestuften Umgängen und eine sehr breite Gehäusemündung, die zwei Drittel der Gesamthöhe einnimmt. Der Nabel ist teilweise von einem Callus bedeckt und hat eine enge, spitze Öffnung. Die Oberfläche ist glatt und glänzend, die Grundfarbe leder- bis hornfarben, an der Basis und der Columella blass. Auf dem Körperumgang befinden sich 4 bis 5 spiralig verlaufende Reihen länglicher oder pfeilförmiger rotbrauner Flecken.
Das Tier ist gelblich bis kremfarben. Der Kopf der Schnecke hat eine kurze, breite Schnauze und zwei lange, recht flache Fühler. Der große Fuß bedeckt beim aktiven Tier den Kopf und einen Teil des Gehäuses. Das Propodium dient dem Durchpflügen des sandigen Untergrundes.

## Verbreitung
Die Glänzende Mondschnecke tritt nordöstlichen Atlantik, in der Nordsee bis Norwegen und im Mittelmeer auf. Außerdem gibt es Vorkommen in der Ostsee.

## Lebensraum
Euspira pulchella lebt auf Sand und Kies, für gewöhnlich unterhalb der Gezeitenzone in Tiefen von 10 bis 50 Metern, selten oberhalb der Niedrigwasserlinie. Es gibt aber auch einzelne Funde aus 2000 Meter Tiefe. Die Schnecke gräbt sich meist im Sand ein. Die leeren Schneckenhäuser werden oft an den Strand gespült, wohin die lebenden Tiere nicht kommen.

## Lebenszyklus
Wie andere Mondschnecken ist Euspira pulchella getrenntgeschlechtlich. Das Männchen begattet das Weibchen mit seinem beim rechten Fühler sitzenden großen dreieckigen Penis. Die Weibchen legen ihre Eikapseln in den für Mondschnecken typischen kragenförmigen, aus Gallerte und Sand gebildeten Gelegen ab, die einen Durchmesser von etwa 3 cm haben. Eine Kapsel misst etwa 200 bis 250 μm und enthält ein Ei. Aus den Eiern schlüpfen pelagisch lebende Veliger-Larven, die eine Schalenlänge von etwa 200 μm haben, bei 20 °C etwa 9 bis 10 Tage nach Eiablage, bei 14 °C nach etwa 14 bis 15 Tagen. Die Veliger halten sich unter Versuchsbedingungen unterhalb der Wasseroberfläche auf und beginnen innerhalb der ersten Stunde nach dem Schlüpfen, Plankton zu fressen. Bei 20 °C brauchen die Larven etwa 45 Tage bis zur Metamorphose. In den ersten 25 Tagen verbreitert sich ihr Velum und teilt sich dann in vier Arme mit roter Färbung an den Spitzen. Bis zum 40. Tag wächst der Fuß heran und bildet sich schwarze Pigmentierung. Berührung mit dem natürlichen Substrat löst die Metamorphose aus. Innerhalb von drei Tagen nach Metamorphose beginnen die Jungschnecken zu fressen. Im Versuch wurden von diesen Jungtieren etwa 2 mm lange Muscheln Lasaea adansoni und später 4 mm große Cerastoderma edule angebohrt und gefressen. Außerdem wurde Kannibalismus unter den Jungschnecken beobachtet.

## Ernährung
Wie andere Mondschnecken ernährt sich Euspira pulchella von Muscheln und Schnecken, die durch Graben mit dem Fuß im Sand gesucht werden. Die Beute wird mit dem Fuß umfasst und mit der Radula ein Loch in die Schale gebohrt.

## Systematik
Joseph Antoine Risso beschrieb 1826 die Art unter dem Namen Natica pulchella. Weitere Synonyme sind unter anderen Natica nitida Donovan, 1804, Natica nitidia auct. non Donovan, 1800, Natica alderi Forbes, 1838, Lunatia pulchella (Risso, 1826), Lunatia alderi (Forbes, 1838), Lunatia nitida (Donovan, 1804), Euspira nitida (Donovan, 1804), Natica poliana alderi (Forbes, 1838), Polinices pulchellus (Risso, 1826) und Polinices pulchella (Risso, 1826).